# Kanta-Häme
Le Kanta-Häme (en suédois : Egentliga Tavastland) est une région du sud-ouest de la Finlande, appartenant à la province de Finlande méridionale. Elle a pour capitale Hämeenlinna.
La région occupe le 14e rang des régions du pays pour ce qui est de la population, et elle est classée 17e pour la superficie, une des plus petites régions.

## Géographie
Les régions frontalières sont : au nord le Pirkanmaa, à l'est le Päijät-Häme, à l'ouest la Finlande du Sud-Ouest et au sud l'Uusimaa.

## Histoire
Cette région se superpose pratiquement à l'ancienne branche sud-ouest de la province historique du Häme. C'est aussi son cœur historique, avec notamment le château de Hämeenlinna, dont la construction a commencé en 1260.

## Démographie
Depuis 1980, l'évolution démographique du Kanta-Häme est la suivante:
| Année      | 1980    | 1985    | 1990    | 1995    | 2000    | 2005    | 2010    | 2015    |
| ---------- | ------- | ------- | ------- | ------- | ------- | ------- | ------- | ------- |
| population | 155 348 | 157 901 | 162 248 | 164 937 | 165 307 | 168 381 | 174 555 | 174 710 |

## Communes
Onze municipalités composent la région, dont trois villes :
- Sous-région de Forssa
  - Forssa (ville)
  - Humppila
  - Jokioinen
  - Tammela
  - Ypäjä

- Sous-région de Hämeenlinna
  - Hattula
  - Hämeenlinna (ville)
  - Janakkala

- Sous-région de Riihimäki
  - Hausjärvi
  - Loppi
  - Riihimäki (ville)

### Anciennes municipalités
- Hauho
- Kalvola
- Lammi
- Renko
- Tuulos
- Vanaja

## Transports

### Lignes ferroviaires
Le Kanta-Häme est traversé par la voie ferroviaire principale de Finlande et la ligne Turku–Toijala.

### Voies routières
Les axes routiers principaux de la région sont:
- : Vihti-Mäntyluoto
- : Helsinki-Tampere-Vaasa
- : Turku-Tampere-Joensuu
- : Hämeenlinna-Turku
- : Rauma-Hämeenlinna-Kouvola
- : Forssa-Lahti.